# Ducat de Sant Giulio
El ducat de San Giulio va ser un dels ducats establerts pels llombards a Itàlia. La informació que hi ha sobre la seva fundació i els seus assumptes interns són molt escassos i fragmentats.

## Història
No es coneix la data de fundació del ducat, el territori va ser conquistat pels lombardos ja en temps d'Alboí; només el nom d'un duc ha estat transmès: Mimulf, que era duc de l'illa de San Giulio aproximadament el 575. El duc Mimulf després es va rebel·lar contra el rei Agilulf, com informa l'Origo gentis Langobardorum, i va ser decapitat l'any 591, acusat de traïció en favor dels francs.
El 1688, durant les excavacions per als fonaments de la construcció del seminari van sortir a la llum les restes d'una tomba, el sarcòfag que contenia els ossos d'un cadàver desproveït del crani, i en la placa de tancament hi havia escrit, mutilat, "MEYNUL […]" (Meinulf?). La placa que porta el nom de Mimulfo es va perdre, mentre que el petit sarcòfag va ser reutilitzat com una caixa d'almoines a la Basílica de San Giulio, on encara és visible.
Les raons per a la ubicació d'un ducat illa de San Giulio, en lloc de Novara - la ciutat més propera i seu del bisbe - de manera similar al que va passar amb els altres ducats al Piemont (Torí i Asti) han estat molt de temps debatudes pels historiadors. Les causes identificades se suposen que fou el fet que l'illa de San Giulio va ser una important ciutat fortificada, en aquells dies considerada gairebé inexpugnable, com l'illa Comacina, al llac de Como (que de fet representa un nucli de resistència de l'avançada longobarda a la península; l'anomalia mai aclarida de la marginalitat de Novara respecte del districte i del territori, va comportar que després, en el següent període carolingi, Novara no va acollir la seu d'un comte, que es trobava en el seu lloc al castell fortificat de Pombia.
Una altra prova de la presència del llombard al Llac d'Orta està representat pel recent descobriment, durant una campanya d'excavacions a l'església de Sant Llorenç a Gozzano, de nombrosos enterraments de persones de certa importància, que pertanyien a la classe dominant longobarda i datarien del segle VII; la seva presència està probablement relacionada amb la proximitat de la seu del ducat de Sant Giulio.